# Insígnia de Combat de Tancs
La Insígnia de Combat de Tancs (alemany: Panzerkampfabzeichen) era una medalla alemanya concedida a les tropes cuirassades durant la Segona Guerra Mundial. Va ser creada el 20 de desembre de 1939 pel Generaloberst von Brauchitsch; recuperant la ja concedida durant la I Guerra Mundial i una altra versió concedida durant la Guerra Civil Espanyola.

## Història
La Insígnia de Combat de Tancs va ser introduïda el 20 de desembre de 1939 per reconèixer els èxits del personal dels Panzer que participaven en assalts cuirassats. Va ser dissenyada per de Berlín, i instituïda per ordre del Generaloberst Walther von Brauchitsch. El 6 de juny de 1940 s'instituí una classe separada de la insígnia, feta en bronze, en reconeixement de les tripulacions dels vehicles cuirassats a més dels tancs. La insígnia era concedida en un sobre de paper amb el nom de la condecoració imprès a l'exterior. El diploma corresponent era del tipus habitual, amb les dades del receptor i la signatura d'un oficial que l'autoritzava. La Insígnia de Combat de Tancs es lluïa a la butxaca esquerra de la guerrera.
La Insígnia de Bronze va ser autoritzada per al personal de vehicles cuirassats i per a les unitats de panzergrenadiers que combatessin amb vehicles cuirassats. També era concedida als membres dels grups cuirassats de reconeixement i dels batallons de fusellers de les divisions Panzer. L'autorització per a aquestes insígnies normalment es feia a nivell regimental o de divisió.
El criteri de concessió era haver participat en 3 assalts cuirassats en 3 dies diferents, haver estat ferit durant un assalt o haver estat condecorat per valentia durant un assalt. La versió en plata era presentat als comandants de tanc, artillers o operadors de ràdio, mentre que la de bronze era concedida als regiments de Panzergrenadier, unitats cuirassades de reconeixement, tripulacions dels tancs d'assalt i al personal mèdic que anava al combat en vehicles cuirassats.

## La Insígnia
La Insígnia de Combat de Tancs té forma ovalada, amb una corona formada per 5 fulles de roure a un costat i 4 a l'altre (el tanc en tapa una). A la base hi ha una cinta, i a la part superior hi ha l'àliga del Wehrmacht, amb les ales apuntant cap a baix i amb una esvàstica agafada a les urpes. Al centre de la insígnia hi ha un tanc Panzerkampfwagen IV. que travessa d'esquerra a dreta. L'eruga esquerra del tanc quedava situada sobre la corona de fulles de roure, i la zona inferior al tanc estava gravada com si fos terra. El revers podia ser pla o ovalat. La insígnia s'unia a l'uniforme mitjançant una agulla.

### Insígnia del Combat de Tancs 25, 50, 75, 100
A mesura que la guerra continuava era evident que la Insígnia de Combat de Tancs no era adequada per reconèixer el creixent nombre de veterans amb anys d'experiència, i el 22 de juny de 1943 s'afegiren quatre noves classes, pels 25, 50, 75 i 100 enfrontaments. Aquestes noves insígnies eren semblants a l'original, però amb un quadrat a la base de la corona mostrant en numeració aràbiga. La insígnia era una mica major per les classes 25 i 50, i encara més gran per les de 75 i 100. La corona de les insígnies de classe 25 i 50 eren platejades, mentre que les de 75 i 100 era daurada. El tanc s'enfosquia en les classes 25 i 50, mentre que en les de 75 i 100 era platejat.
Es va crear sobre el paper una insígnia per als 200 combats a finals de la guerra, però ni tan sols s'arribà a fabricar.
El 1957 es produí una versió desnazificada, en la que s'eliminaren l'àliga i l'esvàstica, mentre que la resta continuà igual.

## Insígnia de Combat de Tancs de la Luftwaffe
El 3 de novembre de 1944, el cap de la Luftwaffe, Reichsmarschall Hermann Göring, instituí la Insígnia de Combat de Tancs de la Luftwaffe per honorar les tropes panzer de les divisions terrestres de la Luftwaffe. Fins aquell moment el personal de la Luftwaffe rebia la Insígnia del Combat de Tancs. L'ordre preveia dos formes d'insígnia. la primera consistia en una corona platejada de fulles de roure i l'àliga volant de la Luftwaffe amb un tanc negre al centre. Aquestes eren concedides als comandant de tancs, artillers, conductors, operadors de ràdio, equips de reparació i personal mèdic. La segona forma era idèntica a l'anterior, però la corona de llorer també era negre; i estava destinada als panzergrenadiers, les unitats de reconeixement cuirassades i al personal mèdic adscrit. Es lluïa a la butxaca esquerra de la guerrera; i els criteris de concessió eren els mateixos que per la versió original del Heer.
La Insígnia de Combat de Tancs de la Luftwaffe consistia en una corona oval formada per 8 fulles de roure a l'esquerra i, a causa de la protuberància del tanc des del centre, només 7 a la dreta. A la base de la corona hi ha una cinta, i a la part superior hi ha l'àliga volant de la Luftwaffe a la part superior.
Era presentada en un sobre de paper amb el nom de la condecoració imprès a l'exterior. El document de concessió era del tipus habitual amb el nom, rang, unitat del receptor i la signatura de l'oficial que ho autoritzava.